# Salix rockii
Salix rockii — вид квіткових рослин із родини вербових (Salicaceae).

## Морфологічна характеристика
Це кущ до 3 метрів заввишки. Однорічні гілочки червонувато-брунатні, блискучі або злегка запушені. Листкова ніжка 2–4 мм; листкова пластинка еліптична чи зворотно-яйцеподібна, 1.5–3 × 0.8–1.2 см, абаксіально (низ) розріджено сірувато-біло ворсинчаста, стає голою чи лише злегка ворсистою вздовж середньої жилки, адаксіально тьмяно-зелена, гола, край зубчастий, рідше цільний, верхівка загострена. Чоловіча сережка сірувато-біла, довгаста чи коротко циліндрична, 10–15(20) × ≈ 8 мм. Чоловіча квітка: тичинок 2; пиляки жовті, яйцеподібні. Жіноча сережка циліндрична, 15–25 × 8–10 мм, ≈ 35 мм у плоді. Жіноча квітка: зав'язь конусоподібно-яйцювата, ≈ 2 мм, запушена, сидяча чи майже так. Коробочка яйцеподібна, ≈ 5 мм..

## Середовище проживання
Ганьсу, сх. Цинхай. Населяє гірські схили, ліси Picea; на висотах ≈ 3700 метрів.